# Paolo Monti
Paolo Monti (Novara, 11 agosto 1908 – Milano, 29 novembre 1982) è stato un fotografo italiano, noto per le sue foto d'architettura: egli venne definito da  Italo Zannier «un maestro fondamentale della fotografia italiana del dopoguerra: autore e teorico, nonché storico e insegnante».

## Biografia

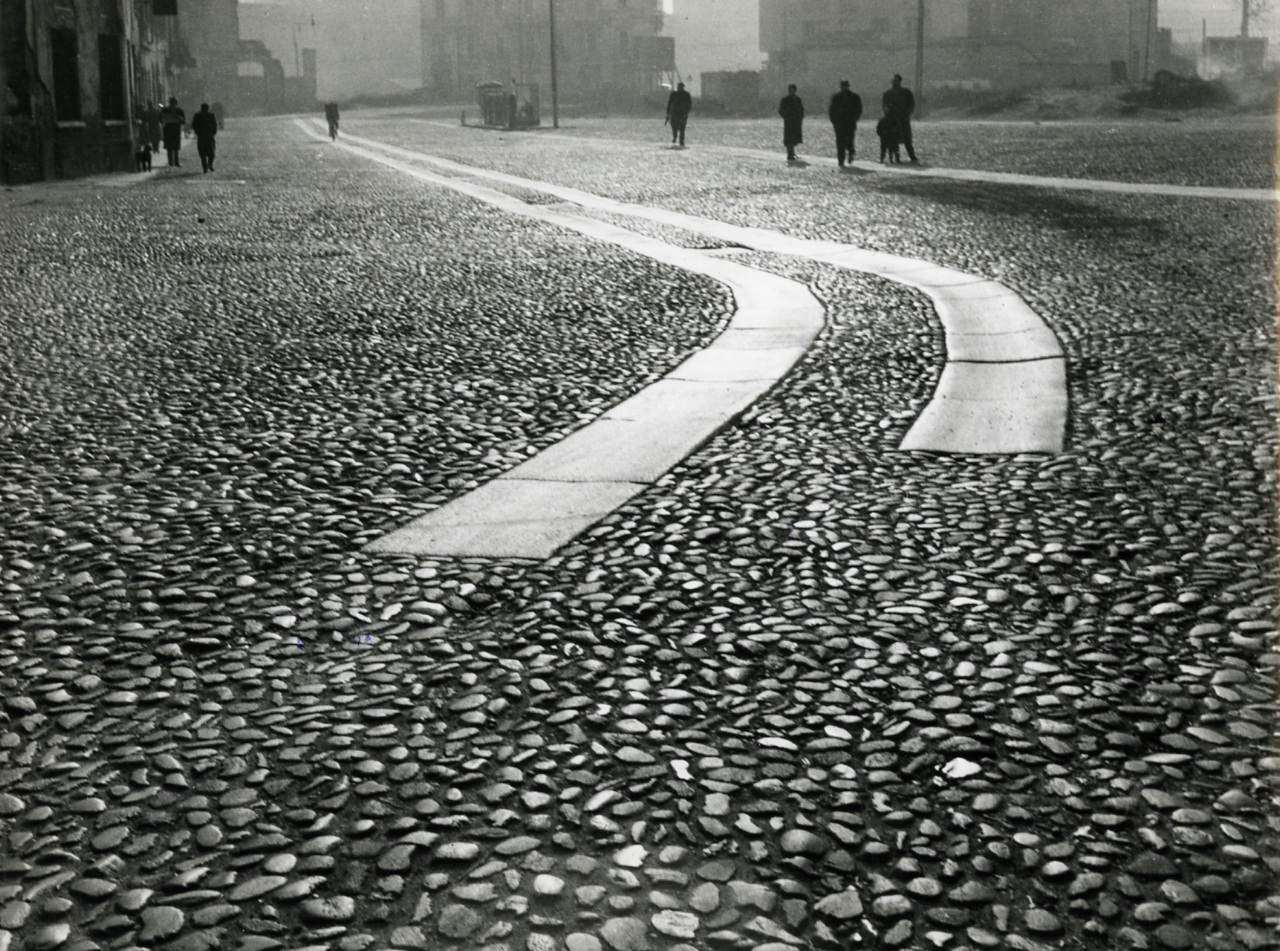
Milano, 1953.

### Istruzione e lavoro
Il padre Romeo, originario della Val d'Ossola, era un foto-amatore dilettante e Monti trascorse l'infanzia e la giovinezza tra le lastre e i pesanti apparecchi dell'epoca.

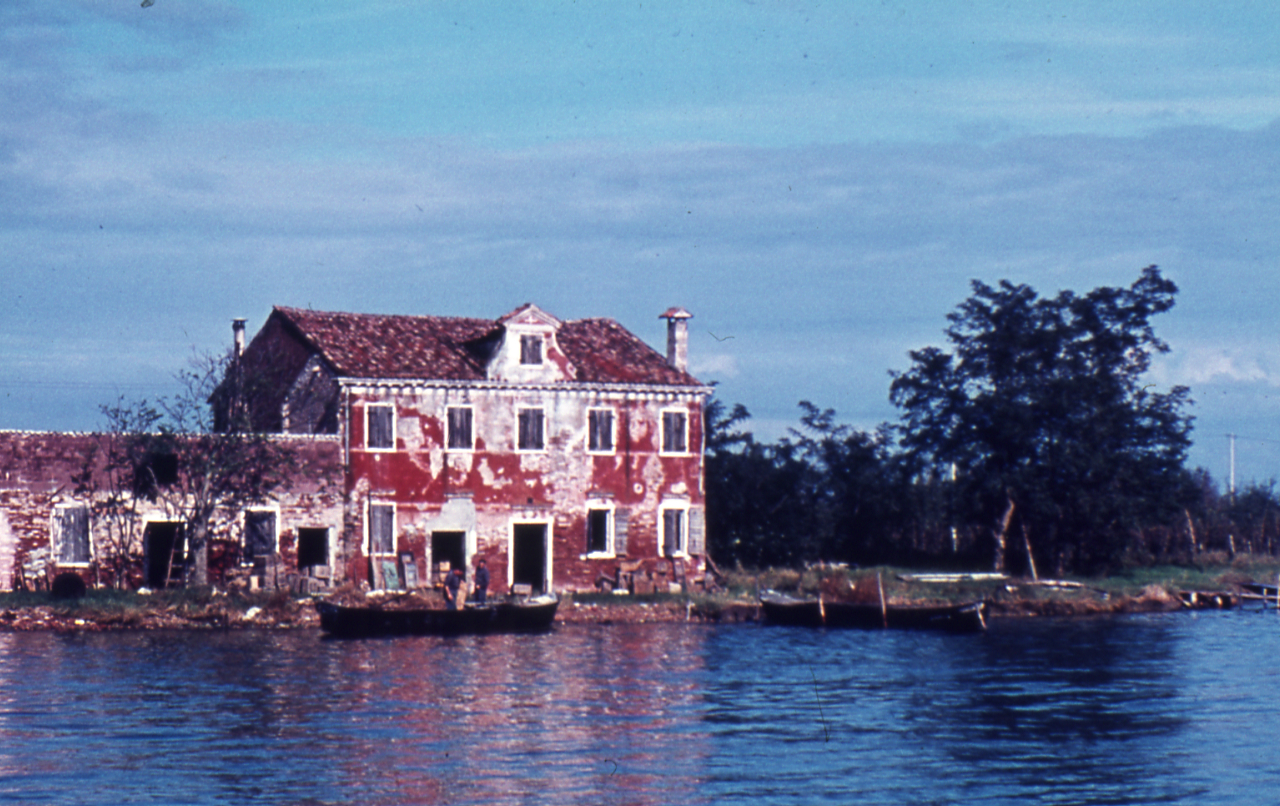
Laguna di Venezia, 1982.

Dopo gli anni passati spostandosi con la famiglia tra le piccole città dove il padre veniva trasferito dalla banca in cui lavorava come funzionario, Monti si stabilì a Milano per frequentare l'Università Bocconi. Si laureò in Economia politica nel 1930 e ritornò in Piemonte, dove lavorò per qualche anno.

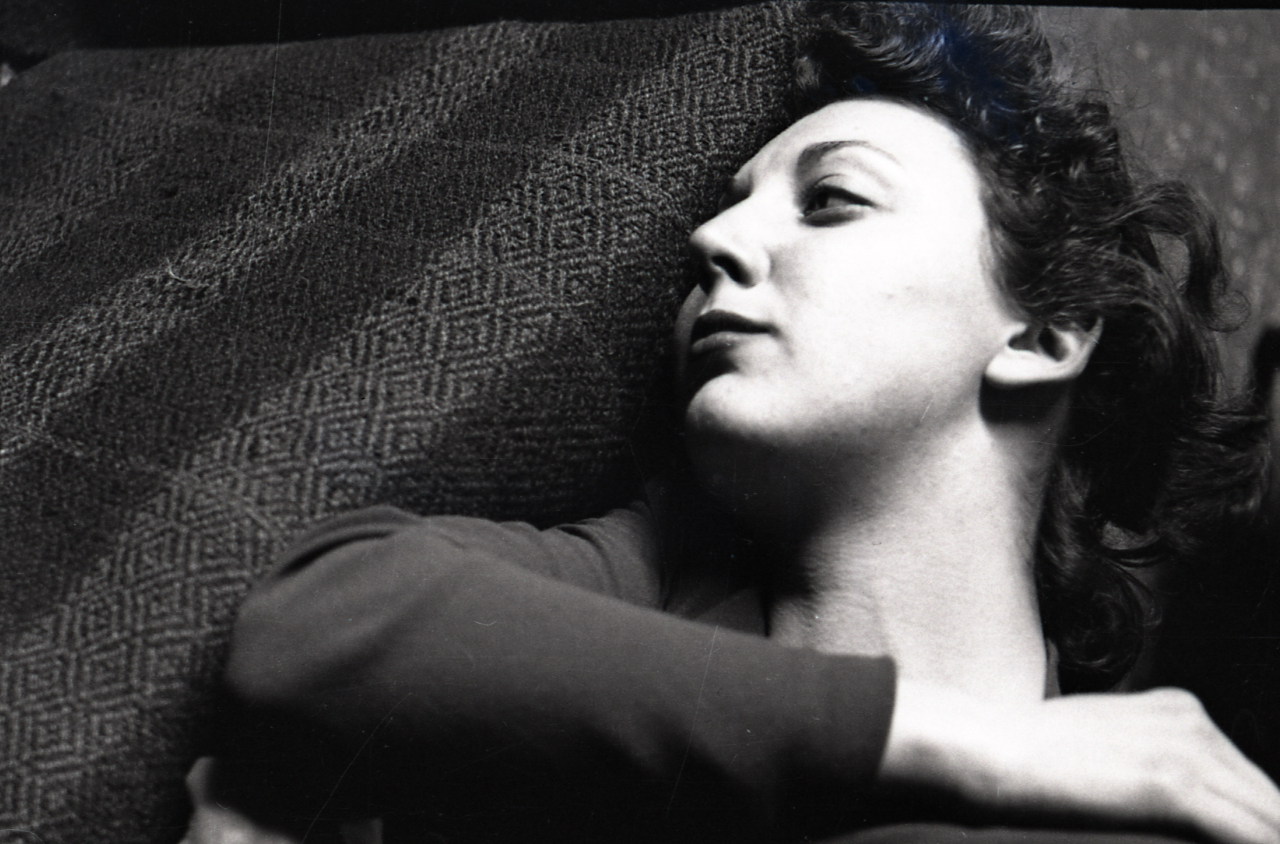
Ritratto femminile, anni 70.

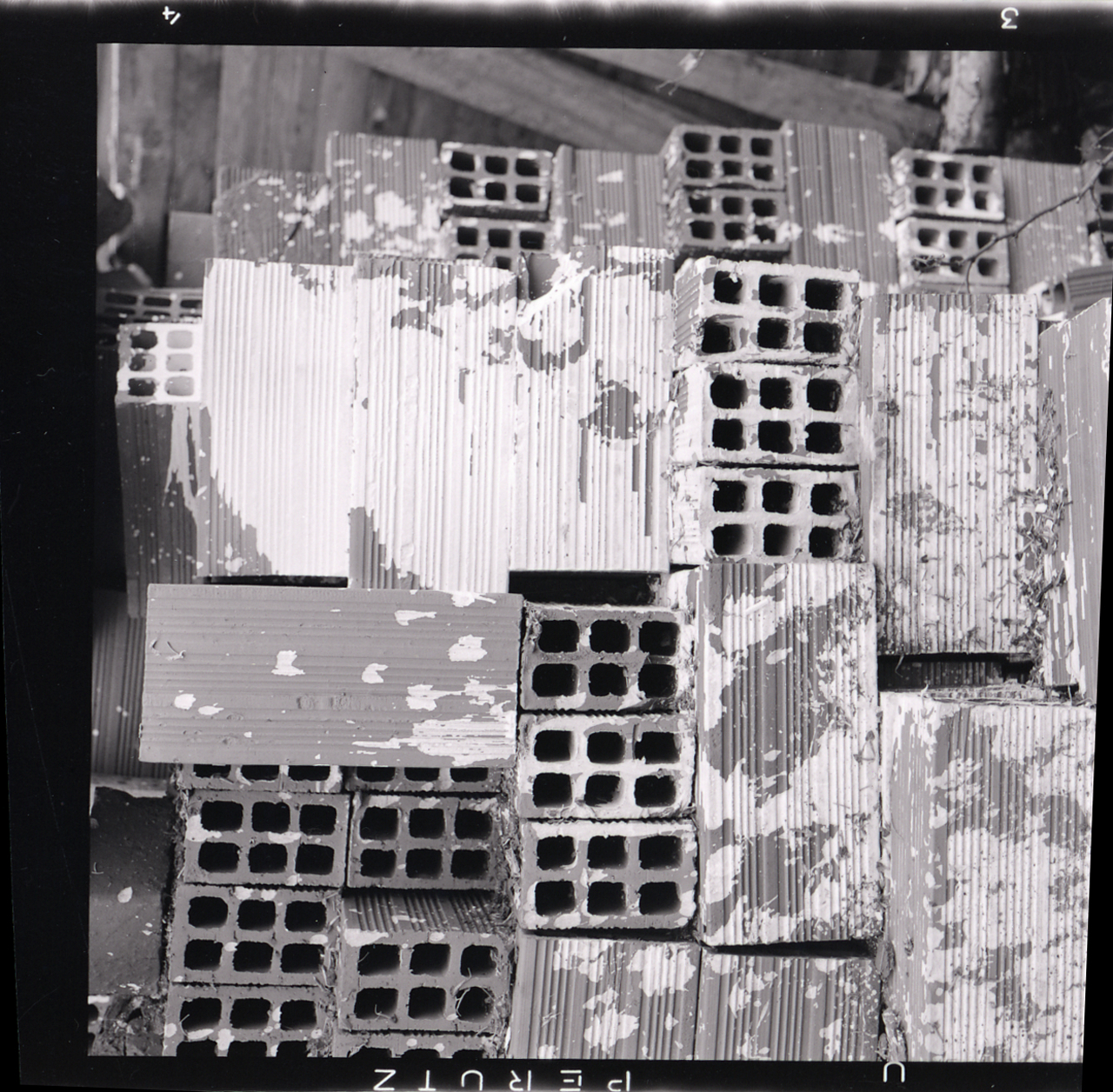
Anzola d'Ossola, 1964.

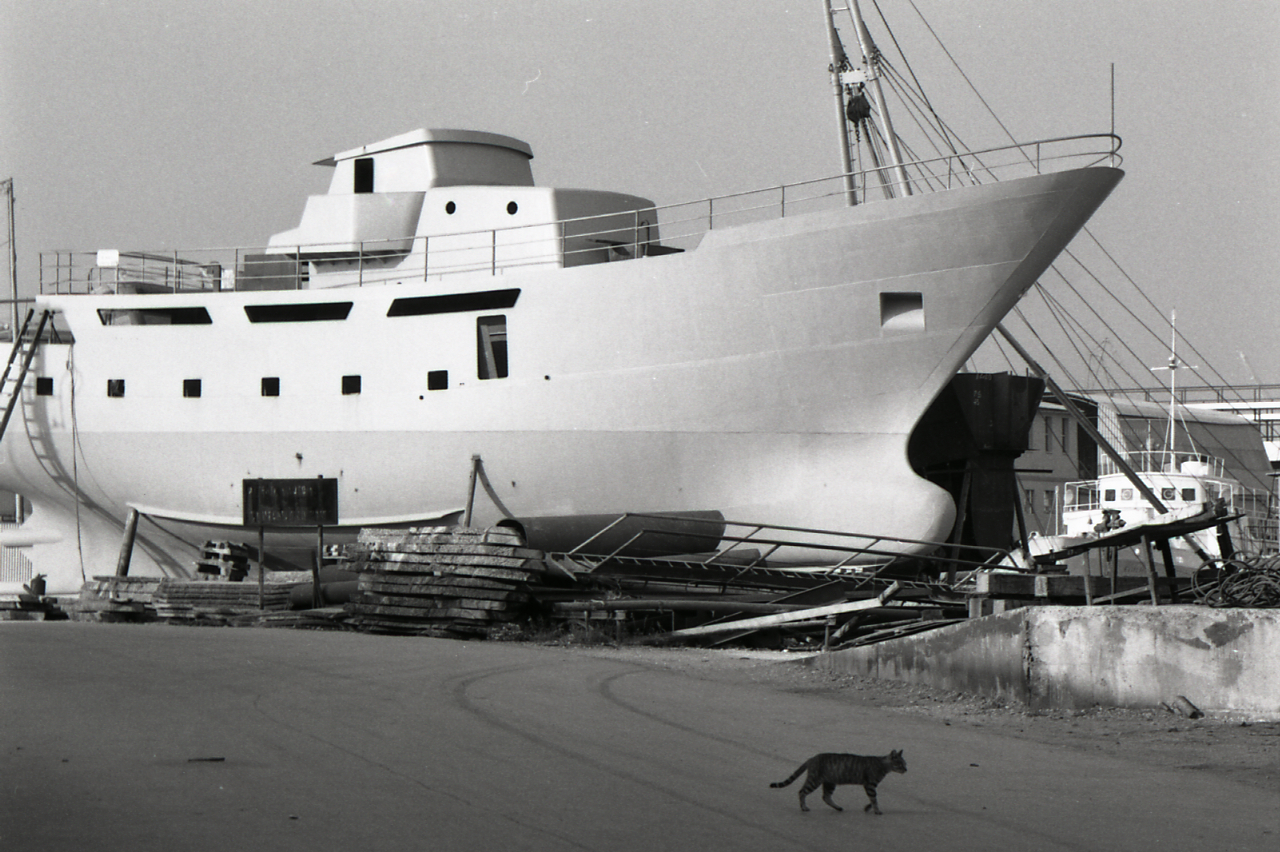
Ancona, 1969.

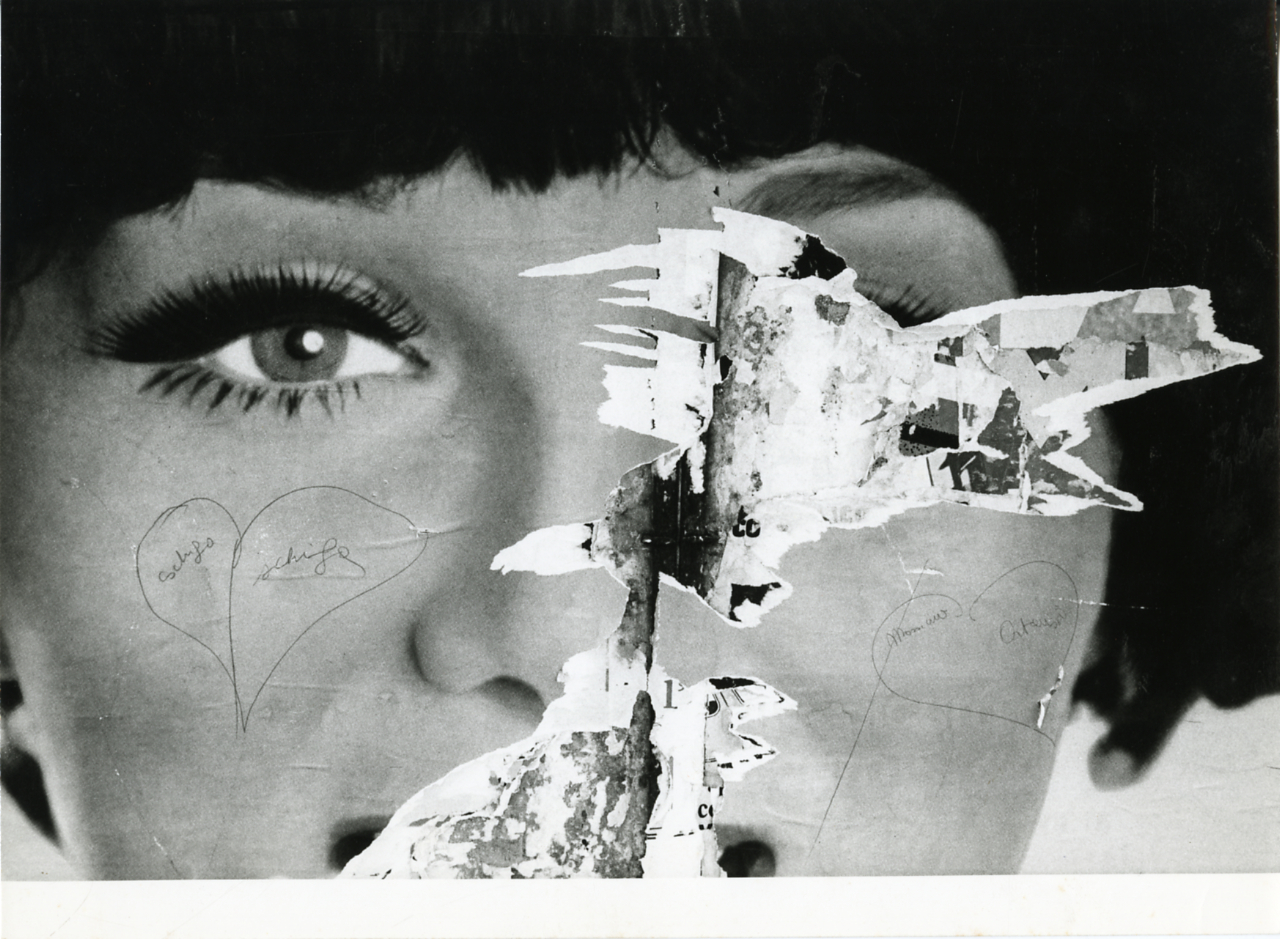
Venezia, 1971.

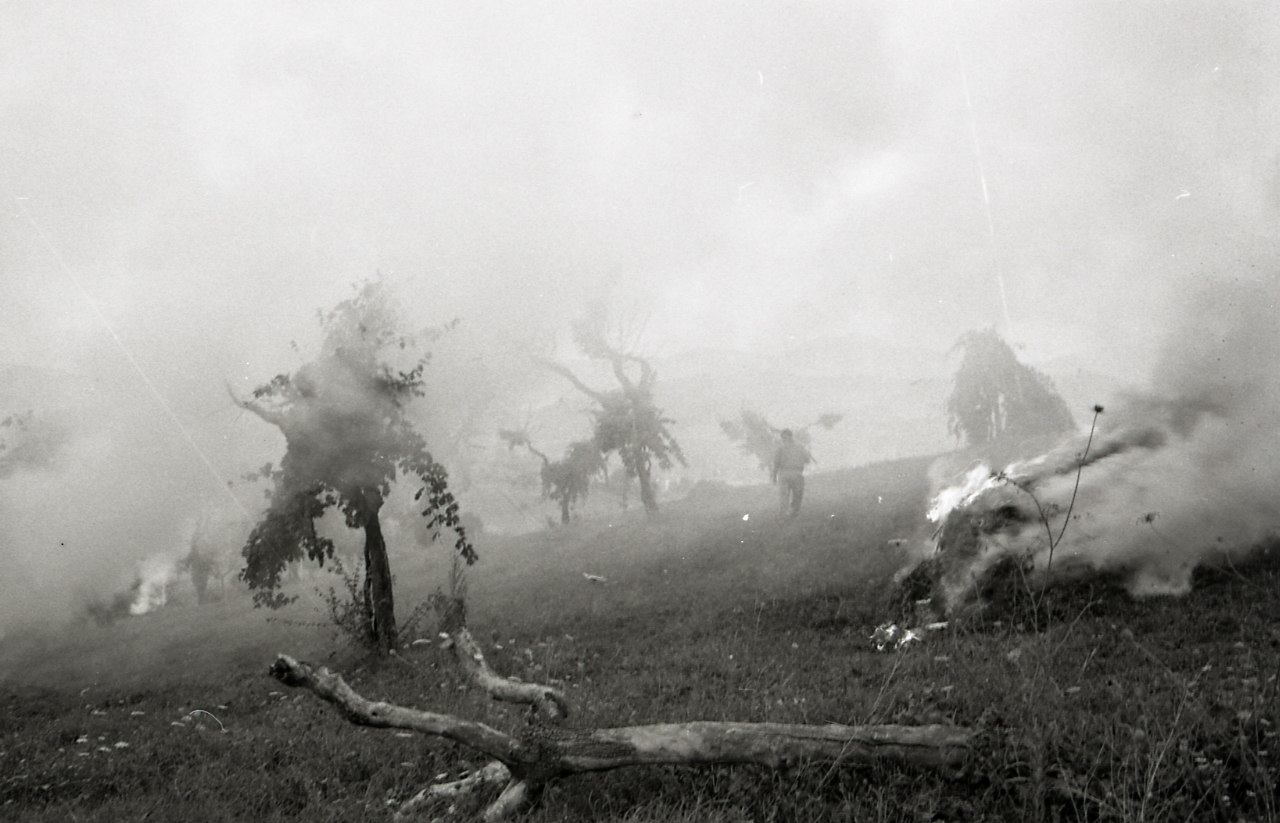
Marche. Incendio delle stoppie. 1969.

Poco dopo la scomparsa del padre, nel 1936, sposò Bice Binotti, detta Maria, coetanea e compagna di giochi negli anni infantili trascorsi in Val d'Ossola.
Nello stesso anno Monti fu assunto dalla Montecatini e lavorò per diverse filiali dell'azienda, cambiando spesso città. Nel 1939 fu trasferito a Mestre e vi rimase fino al 1945, quando decise di lasciare la Montecatini a causa di alcune agitazioni che interessarono l'azienda nella fase finale del regime fascista. Grazie all'aiuto di un amico fotografo trovò lavoro al consorzio agrario regionale e si trasferì a Venezia l'anno stesso.

### Fotografia
Parallelamente all'attività professionale, Monti, a partire dagli anni venti, si dedicò con sempre maggior devozione all'hobby della fotografia. Nel 1947 con alcuni amici fondò il circolo La Gondola, di cui fu la principale guida intellettuale, che nel giro di pochi anni si impose sulla scena internazionale come movimento d'avanguardia.
Nel 1953, forte delle collaborazioni avviate con alcune note riviste di architettura e design, Monti decise di cambiare lavoro e ritornare a Milano per dedicarsi alla fotografia. Nel capoluogo lombardo spese la sua vita professionale di fotografo, documentando in particolare la trasformazione urbana della città nel dopoguerra (tra cui il quartiere QT8, le nuove case popolari di San Siro, il grattacielo Pirelli), i musei civici del Castello Sforzesco e le esposizioni della Triennale di Milano. Scelto come fotografo per la X Triennale, diede inizio a una feconda attività editoriale: oltre ai servizi pubblicati sulle riviste, le sue foto concorsero a illustrare più di 200 volumi su regioni, città, artisti e architetti.

### Successo
Negli anni sessanta, come esponente significativo della realtà culturale legata alla fotografia, Monti fece parte di una fitta rete di relazioni che gli portarono notevoli fortune anche in ambito lavorativo. Nel 1965 intraprese una vasta campagna di rilevamento per l'illustrazione della Storia della Letteratura Italiana di Garzanti curata da Cecchi e Sapegno e dallo stesso anno si dedicò a un vasto censimento fotografico (il più ampio mai concepito in Europa) delle valli appenniniche e dei centri storici delle città dell'Emilia-Romagna, che lo impegnò per oltre dieci anni, con un incarico pubblico sotto la direzione di Andrea Emiliani. Nel 1979 fu chiamato a collaborare con Einaudi alla realizzazione dell'apparato iconografico della Storia dell'Arte Italiana.
Nel 1970 co-organizzò la mostra "Bologna Centro Storico", intesa a promuovere una proposta di variante al piano regolatore per il centro storico.

### Attività didattica e ricerca personale
Monti continuò, in parallelo all'attività professionale, una intensa attività di ricerca e sperimentazione artistica, anche con produzione di fotomontaggi e chimigrammi.
Attivo anche nel campo della didattica, Monti insegnò Tecnica della Fotografia alla Società Umanitaria di Milano dal 1964 al 1966. Quattro anni più tardi accettò la cattedra di Tecnica ed Estetica dell'Immagine presso le Discipline delle Arti, della Musica e dello Spettacolo dell'Università di Bologna, che abbandonò nel 1974.
All'attività professionale strettamente intesa, Monti continuò ad affiancare la ricerca sui temi e i soggetti che aveva sempre amato: Venezia, Milano e molti altri luoghi; ritratti, paesaggi; la materia e gli esperimenti astratti, che Monti condusse fino alla cosciente violazione di ogni norma tecnica. Interessanti le sue esplorazioni sulla fotografia movimentista.
Nel 1980 ricevette dal presidente della Repubblica Sandro Pertini il premio nazionale Zanotti Bianco per il "contributo decisivo ad affinare le coscienze e diffondere le responsabilità per il restauro conservativo delle nostre città storiche". Dallo stesso anno Monti si dedicò al censimento del Lago d'Orta e della Val d'Ossola.

Monti morì a Milano il 29 novembre 1982, all'età di 74 anni, dopo una breve malattia. Fu sepolto ad Anzola d'Ossola, dove trascorreva le vacanze estive e ha svolto gran parte delle sue ricerche sperimentali sulla fotografia. Le sue opere sono conservate in numerose collezioni italiane.

## Archivio
Nel 1985 venne costituito a Milano l'Istituto di Fotografia Paolo Monti. Nel 2004 l'Archivio Paolo Monti è stato riconosciuto di notevole interesse storico da parte del Ministero per i beni e le attività culturali.
Nel 2008 la Fondazione BEIC ha acquisito l'intero patrimonio dell'Istituto e stipulato una convenzione con il Comune di Milano, depositando l'Archivio Paolo Monti presso il Civico Archivio Fotografico. Nello stesso anno la Soprintendenza archivistica della Regione Lombardia ha reiterato la dichiarazione di interesse storico, sottoponendo l'archivio alla disciplina del Codice dei beni culturali e del paesaggio. La BEIC ha finanziato la catalogazione, conclusasi nel 2010, e aperto alla consultazione l'intero fondo fotografico, un complesso di 223 000 negativi, 12 244 stampe e 790 chimigrammi, cui si aggiungono i documenti e la biblioteca.